# Roswell, w Nowym Meksyku
Roswell, w Nowym Meksyku – amerykański serial (dramat, fantasy) wyprodukowany przez My So-Called Company, Bender Brown Productions, CBS Studios oraz Warner Bros. Television Studios, który jest adaptacją serii książek z cyklu Roswell: W kręgu tajemnic autorstwa Melinda Metz. Serial jest emitowany od 15 stycznia 2019 roku przez The CW. W Polsce serial jest emitowany od 24 kwietnia 2019 roku przez HBO 3.
Serial opowiada o Liz Ortecho, córce nielegalnych imigrantów, która po latach powraca do swojego rodzinnego miasta. Dziewczyna odkrywa, że jej nastoletnia miłość jest kosmitą, a teraz pracuje jako policjant. Obie odkrywają, że jest więcej kosmitów, a rząd ukrywa całą prawdę.

## Obsada

### Główna
- Jeanine Mason jako Liz Ortecho[3]
- Nathan Dean Parsons jako Max Evans[4]
- Michael Vlamis jako Michael Guerin[4]
- Lily Cowles jako Isobel Evans-Bracken[4]
- Tyler Blackburn jako Alex Manes[4]
- Heather Hemmens jako Maria DeLuca[4]
- Michael Trevino jako Kyle Valenti[5]
- Trevor St. John jako Jesse Manes[6]  (sezony 1–2)
- Karan Oberoi jako Noah Bracken[7]  (sezon 1, gościnnie w sezonie 2)
- Amber Midthunder jako Rosa Ortecho (sezony 2–4, drugoplanowo w sezonie 1)

### Role drugoplanowe
- Carlos Compean jako Arturo Ortecho
- Peter Diseth jako Grant / Graham Green
- Kayla Ewell jako Nora Truman
- Rosa Arredondo jako szeryf Michelle Valenti (sezony 1–3)
- Dylan McTee jako Wyatt Long (sezony 1–3)
- Riley Voelkel jako Jenna Cameron (sezony 1–2, 4)[8]
- Sherri Saum jako Mimi DeLuca (sezony 1–2)[9]
- Claudia Black jako Ann Evans (sezony 1–2)[10]
- Kiowa Gordon jako Flint Manes (sezony 1–2)
- Justina Adorno jako Steph (sezon 2)
- Jason Behr jako Tripp Manes (sezon 2)
- Cassandra Jean Amell jako Louise Truman (sezony 2–3; gościnnie w sezonie 4)
- Gaius Charles jako Roy Bronson (sezony 2–3; gościnnie w sezonie 4)
- Jamie Clayton jako Grace Powell / Charlie Cameron (sezon 2)
- Cleo Anthony jako Diego (sezon 2)
- Christian Antidormi jako Forrest Long (sezony 2–3)
- Tanner Novlan jako Gregory Manes (sezony 2–3)
- La'Charles Trask jako Bert (sezony 2–3)
- Steven Krueger jako Heath (sezon 3, gościnnie w sezonie 4)
- Sibongile Mlambo jako Anatsa (sezony 3–4)
- David DeSantos jako Edgar (sezon 3)
- Michael Grant Terry jako Jordan Bernhardt (sezon 3)
- Gillian Vigman jako Brooke Taylor (sezon 3)
- Quentin Plair jako Dallas (sezony 3–4)
- Andrew Lees jako Clyde (sezon 4)
- Zoe Cipres jako Bonnie (sezon 4)
- Rekha Sharma jako Dr Shivani Sen (sezon 4)

## Przegląd sezonów
| Sezon | Sezon | Odcinki | Premierowa emisja (The CW) | Premierowa emisja (The CW) | Premierowy dostęp VOD (HBO GO - sezony 1-3; HBO Max - sezon 4) | Premierowy dostęp VOD (HBO GO - sezony 1-3; HBO Max - sezon 4) | Premierowa emisja (HBO 3) | Premierowa emisja (HBO 3) |
| Sezon | Sezon | Odcinki | Premiera sezonu            | Finał sezonu               | Premiera sezonu                                                | Finał sezonu                                                   | Premiera sezonu           | Finał sezonu              |
| ----- | ----- | ------- | -------------------------- | -------------------------- | -------------------------------------------------------------- | -------------------------------------------------------------- | ------------------------- | ------------------------- |
|       | 1     | 13      | 15 stycznia 2019           | 23 kwietnia 2019           | 16 stycznia 2019                                               | 24 kwietnia 2019                                               | 24 kwietnia 2019          | 17 lipca 2019             |
|       | 2     | 13      | 16 marca 2020              | 8 czerwca 2020             | 17 marca 2020                                                  | 9 czerwca 2020                                                 | 29 kwietnia 2020          | 22 lipca 2020             |
|       | 3     | 13      | 26 lipca 2021              | 11 października 2021       | 27 lipca 2021                                                  | 12 października 2021                                           | 15 września 2021          | 8 grudnia 2022            |
|       | 4     | 13      | 6 czerwca 2022             | 5 września 2022            | 7 czerwca 2022                                                 | 6 września 2022                                                | 14 września 2022          | 7 grudnia 2022            |

## Lista odcinków

### Sezon 1 (2019)
| Nr | #  | Tytuł                            | Reżyseria              | Scenariusz                                                | Premiera (The CW) | Premiera w Polsce (HBO 3)                   |
| -- | -- | -------------------------------- | ---------------------- | --------------------------------------------------------- | ----------------- | ------------------------------------------- |
| 1  | 1  | Pilot                            | Julie Plec             | Carina Adly Mackenzie                                     | 15 stycznia 2019  | 24 kwietnia 2019 (HBO GO: 16 stycznia 2019) |
| 2  | 2  | So Much For the Afterglow        | Tim Andrew             | Eva McKenna, Carina Adly MacKenzie                        | 22 stycznia 2019  | 1 maja 2019 (HBO GO: 23 stycznia 2019)      |
| 3  | 3  | Tearin’ Up My Heart              | Geoff Shotz            | Rick Montano, Vincent Ingrao                              | 29 stycznia 2019  | 8 maja 2019 (HBO GO: 30 stycznia 2019)      |
| 4  | 4  | Where Have All The Cowboys Gone? | Lance Anderson         | Sabir Pirzada, Christopher Hollier                        | 5 lutego 2019     | 15 maja 2019 (HBO GO: 6 lutego 2019)        |
| 5  | 5  | Don’t Speak                      | Jeffrey Hunt           | Adam Lash, Cori Uchida                                    | 12 lutego 2019    | 22 maja 2019 (HBO GO: 13 lutego 2019)       |
| 6  | 6  | Smells Like Teen Spirit          | Tim Andrew             | Eva McKenna, Carina Adly MacKenzie                        | 26 lutego 2019    | 29 maja 2019 (HBO GO: 27 lutego 2019)       |
| 7  | 7  | I Saw the Sign                   | Paul Wesley            | Miguel Nolla, Christopher Hollier                         | 5 marca 2019      | 5 czerwca 2019 (HBO GO: 6 marca 2019)       |
| 8  | 8  | Barely Breathing                 | Ruba Nadda             | Glenn Farrington, Kamran Pasha                            | 12 marca 2019     | 12 czerwca 2019 (HBO GO: 13 marca 2019)     |
| 9  | 9  | Songs About Texas                | Shiri Appleby          | Sabir Pirzada, Carina Adly MacKenzie                      | 19 marca 2019     | 19 czerwca 2019 (HBO GO: 20 marca 2019)     |
| 10 | 10 | I Don’t Want To Miss A Thing     | Lance Anderson         | Rick Montano, Vincent Ingrao                              | 26 marca 2019     | 26 czerwca 2019 (HBO GO: 27 marca 2019)     |
| 11 | 11 | Champagne Supernova              | Edward Ornelas         | Adam Lash, Cori Uchida                                    | 9 kwietnia 2019   | 3 lipca 2019 (HBO GO: 10 kwietnia 2019)     |
| 12 | 12 | Creep                            | Dawn Wilkinson         | Steve Stringer, Christopher Hollier                       | 16 kwietnia 2019  | 10 lipca 2019 (HBO GO: 17 kwietnia 2019)    |
| 13 | 13 | Recovering the Satellites        | Julie Plec, Tim Andrew | Carina Adly Mackenzie, Eva McKenna, Carina Adly Mackenzie | 23 kwietnia 2019  | 17 lipca 2019 (HBO GO: 24 kwietnia 2019)    |

### Sezon 2 (2020)
| Nr | #  | Tytuł                                         | Reżyseria           | Scenariusz                                                                   | Premiera (The CW) | Premiera w Polsce (HBO 3)                  |
| -- | -- | --------------------------------------------- | ------------------- | ---------------------------------------------------------------------------- | ----------------- | ------------------------------------------ |
| 14 | 1  | Stay (I Missed You)                           | Lance Anderson      | Carina Adly Mackenzie                                                        | 16 marca 2020     | 29 kwietnia 2020 (HBO GO: 17 marca 2020)   |
| 15 | 2  | Ladies and Gentlemen We Are Floating in Space | Lance Anderson      | Eva McKenna                                                                  | 23 marca 2020     | 6 maja 2020 (HBO GO: 24 marca 2020)        |
| 16 | 3  | Good Mother                                   | Jeffrey Hunt        | Deirdre Mangan, Carina Adly Mackenzie                                        | 30 marca 2020     | 13 maja 2020 (HBO GO: 31 marca 2020)       |
| 17 | 4  | What If God Was One of Us?                    | Shiri Appleby       | Steve Stringer, Christopher Hollier                                          | 6 kwietnia 2020   | 20 maja 2020 (HBO GO: 7 kwietnia 2020)     |
| 18 | 5  | I’ll Stand By You                             | Kimberly McCullough | Alanna Bennett, Jason Gavin                                                  | 13 kwietnia 2020  | 27 maja 2020 (HBO GO: 14 kwietnia 2020)    |
| 19 | 6  | Sex and Candy                                 | Geoff Shotz         | Rick Montano, Vincent Ingrao                                                 | 20 kwietnia 2020  | 3 czerwca 2020 (HBO GO: 21 kwietnia 2020)  |
| 20 | 7  | Como La Flor                                  | Barbara Brown       | Danny Tolli, Carolina Rivera                                                 | 27 kwietnia 2020  | 10 czerwca 2020 (HBO GO: 28 kwietnia 2020) |
| 21 | 8  | Say It Ain’t So                               | Rachel Raimist      | Eva McKenna, Christopher Hollier                                             | 4 maja 2020       | 17 czerwca 2020 (HBO GO: 5 maja 2020)      |
| 22 | 9  | The Diner                                     | Aisha Tyler         | Steve Stringer, Carina Adly Mackenzie, Alanna Bennett, Carina Adly Mackenzie | 11 maja 2020      | 24 czerwca 2020 (HBO GO: 12 maja 2020)     |
| 23 | 10 | American Woman                                | Marcus Stokes       | Rick Montano, Vincent Ingrao, Jason Gavin                                    | 18 maja 2020      | 1 lipca 2020 (HBO GO: 19 maja 2020)        |
| 24 | 11 | Linger                                        | Franklin Vallette   | Ariana Quiñónez, Deirdre Mangan                                              | 1 czerwca 2020    | 8 lipca 2020 (HBO GO: 2 czerwca 2020)      |
| 25 | 12 | Crash Into Me                                 | Joanna Kerns        | Danny Tolli, Carolina Rivera                                                 | 8 czerwca 2020    | 15 lipca 2020 (HBO GO: 9 czerwca 2020)     |
| 26 | 13 | Mr. Jones                                     | Jeffrey Hunt        | Christopher Hollier, Carina Adly Mackenzie                                   | 15 czerwca 2020   | 22 lipca 2020 (HBO GO: 16 czerwca 2020)    |

### Sezon 3 (2021)
| Nr | #  | Tytuł                           | Reżyseria          | Scenariusz                                                                            | Premiera (The CW)    | Premiera w Polsce (HBO 3)                       |
| -- | -- | ------------------------------- | ------------------ | ------------------------------------------------------------------------------------- | -------------------- | ----------------------------------------------- |
| 27 | 1  | Hands                           | Lance Anderson     | Carina Adly Mackenzie                                                                 | 26 lipca 2021        | 15 września 2021 (HBO GO: 27 lipca 2021)        |
| 28 | 2  | Give Me One Reason              | Lance Anderson     | Eva McKenna, Deirdre Mangan                                                           | 2 sierpnia 2021      | 22 września 2021 (HBO GO: 3 sierpnia 2021)      |
| 29 | 3  | Black Hole Sun                  | Aprill Winney      | Eva McKenna, Onalee Hunter-Hughes                                                     | 9 sierpnia 2021      | 29 września 2021 (HBO GO: 10 sierpnia 2021)     |
| 30 | 4  | Walk on the Ocean               | April Winney       | Onalee Hunter-Hughes, Christopher Hollier                                             | 16 sierpnia 2021     | 6 października 2021 (HBO GO: 16 sierpnia 2021)  |
| 31 | 5  | Killing Me Softly with His Song | Rachel Raimist     | Alanna Bennett, Danny Tolli                                                           | 23 sierpnia 2021     | 13 października 2021 (HBO GO: 24 sierpnia 2021) |
| 32 | 6  | Bittersweet Symphony            | Rachel Raimist     | Steve Stringer, Leah Longoria                                                         | 30 sierpnia 2021     | 20 października 2021 (HBO GO: 31 sierpnia 2021) |
| 33 | 7  | Goodnight Elizabeth             | Heather Hemmens    | Kristen Haynes, Christopher Hollier, Eva McKenna, Kristen Haynes, Christopher Hollier | 6 września 2021      | 27 października 2021 (HBO GO: 7 września 2021)  |
| 34 | 8  | Free Your Mind                  | Ben Hernandez Bray | Ashley Charbonnet, Joel Anderson Thompson                                             | 13 września 2021     | 3 listopada 2021 (HBO GO: 14 września 2021)     |
| 35 | 9  | Tones of Home                   | America Young      | Alanna Bennett, Leah Longoria, Steve Stringer                                         | 20 września 2021     | 10 listopada 2021 (HBO GO: 21 września 2021)    |
| 36 | 10 | Angels of the Silences          | Lauren Petzke      | Danny Tolli, Onalee Hunter-Hughes                                                     | 27 września 2021     | 17 listopada 2021 (HBO GO: 28 września 2021)    |
| 37 | 11 | 2 Became 1                      | Lauren Petzke      | Eva McKenna                                                                           | 4 października 2021  | 24 listopada 2021 (HBO GO: 5 października 2021) |
| 38 | 12 | I Ain't Goin' Out Like That     | Lance Anderson     | Isabel Nelson, Danny Tolli                                                            | 11 października 2021 | 1 grudnia 2021 (HBO GO: 12 października 2021)   |
| 39 | 13 | Never Let You Go                | Lance Anderson     | Christopher Hollier                                                                   | 11 października 2021 | 8 grudnia 2021 (HBO GO: 12 października 2021)   |

### Sezon 4 (2022)
| Nr | #  | Tytuł                       | Premiera (The CW) | Premiera w Polsce (HBO 3)                      |
| -- | -- | --------------------------- | ----------------- | ---------------------------------------------- |
| 40 | 1  | Steal My Sunshine           | 6 czerwca 2022    | 14 września 2022 (HBO Max: 7 czerwca 2022)     |
| 41 | 2  | Fly                         | 13 czerwca 2022   | 21 września 2022 (HBO Max: 14 czerwca 2022)    |
| 42 | 3  | Subterranean Homesick Alien | 20 czerwca 2022   | 28 września 2022 (HBO Max: 21 czerwca 2022)    |
| 43 | 4  | Dear Mama                   | 27 czerwca 2022   | 5 października 2022 (HBO Max: 28 czerwca 2022) |
| 44 | 5  | You Get What You Give       | 11 lipca 2022     | 12 października 2022 (HBO Max: 12 lipca 2022)  |
| 45 | 6  | Kiss From a Rose            | 18 lipca 2022     | 19 października 2022 (HBO Max: 19 lipca 2022)  |
| 46 | 7  | Dig Me Out                  | 25 lipca 2022     | 26 października 2022 (HBO Max: 26 lipca 2022)  |
| 47 | 8  | Missing My Baby             | 1 sierpnia 2022   | 2 listopada 2022 (HBO Max: 2 sierpnia 2022)    |
| 48 | 9  | Wild Wild West              | 8 sierpnia 2022   | 9 listopada 2022 (HBO Max: 9 sierpnia 2022)    |
| 49 | 10 | Down in a Hole              | 15 sierpnia 2022  | 16 listopada 2022 (HBO Max: 16 sierpnia 2022)  |
| 50 | 11 | Follow You Down             | 22 sierpnia 2022  | 23 listopada 2022 (HBO Max: 23 sierpnia 2022)  |
| 51 | 12 | Two Sparrows in a Hurricane | 29 sierpnia 2022  | 30 listopada 2022 (HBO Max: 30 sierpnia 2022)  |
| 52 | 13 | How's It Going to Be        | 5 września 2022   | 7 grudnia 2022 (HBO Max: 6 września 2022)      |

## Produkcja
Pod koniec stycznia 2018 roku, stacja The CW zamówiła pilotowy odcinek seriale.
W lutym 2018 roku, ogłoszono, że główną rolę zagra Jeanine Mason.
W kolejnym miesiącu poinformowano, że Nathan Parsons, Lily Cowles, Michael Vlamis, Tyler Blackburn, Heather Hemmens, Michael Trevino, Trevor St. John oraz Karan Oberoi dołączyli do obsady serialu.
12 maja 2018 roku stacja The CW zamówiła serial na sezon telewizyjny na sezon 2018/19.
W sierpniu 2018 roku, poinformowano, że Riley Voelkel otrzymała rolę powracającą jako Jenna Cameron.
W październiku 2018 roku, obsada serialu powiększyła się o Sherri Saum oraz Claudię Black.
25 kwietnia 2019 roku, stacja The CW przedłużyła serial o drugi sezon.
Na początku stycznia 2020 roku stacja The CW ogłosiła zamówienie trzeciego sezonu.